# Kurhotel Klosterberg
Das ehemalige städtische Kurhotel Klosterberg ist ein denkmalgeschützter, stadtbildprägender Bau in Arnsberg. Heute dient es als Altenheim. 

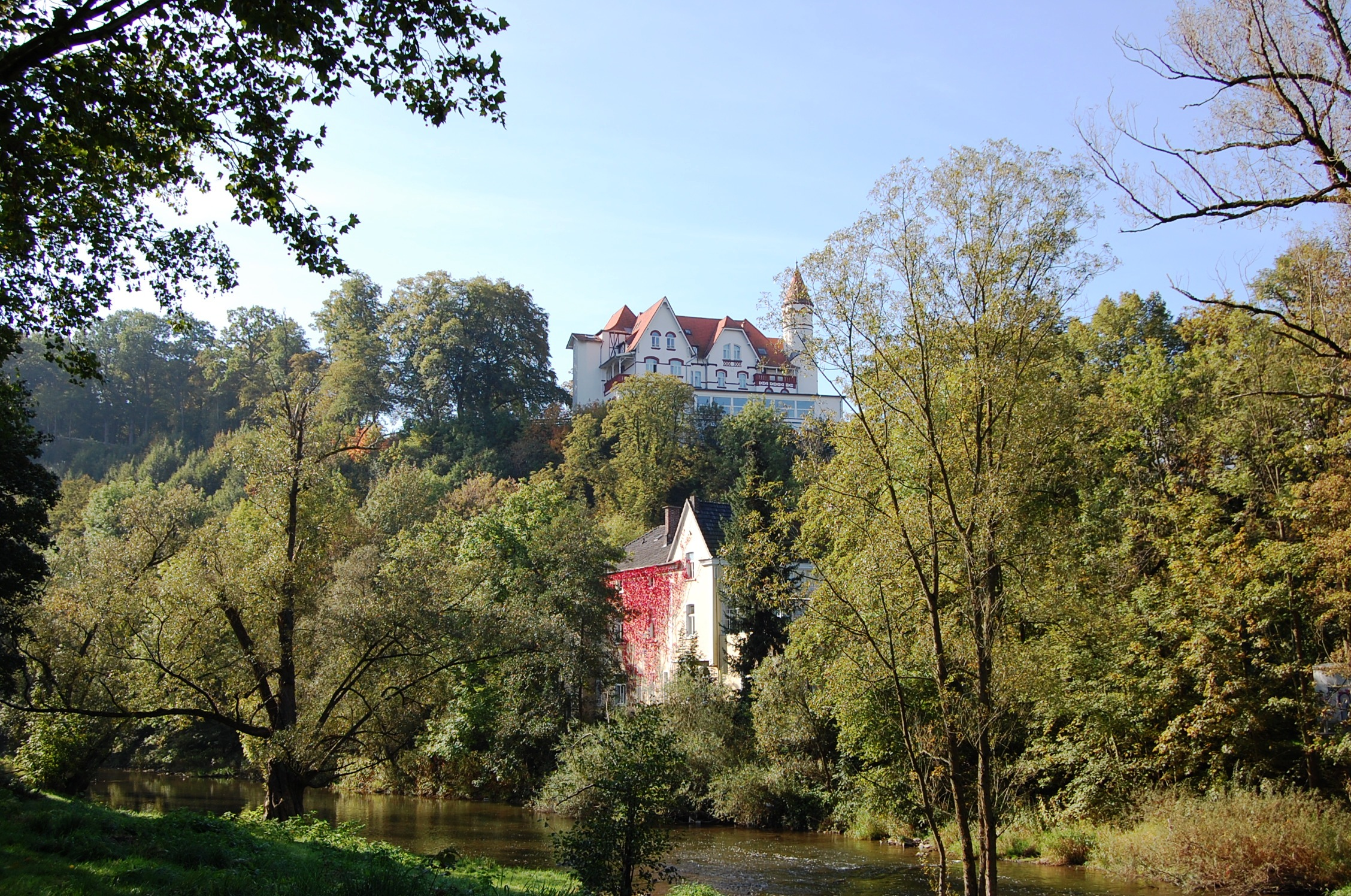
Das Kurhotel von jenseits der Ruhr zu sehen

## Geschichte
Oberhalb des Klosters Wedinghausen im Eichholz stand ein Sommerhäuschen der Prämonstratenser. Es wurde bereits um 1600 erwähnt. In den 1870er Jahren wurde in der Nähe eine Halle gebaut. Sommerhäuschen und Halle wurden zu Restaurationszwecken mit relativ wenig Erfolg genutzt. 
Die Stadt Arnsberg und insbesondere Bürgermeister Löcke griffen die Pläne des SGV auf, dort zur Steigerung des Tourismus in der Stadt einen Neubau für ein Restaurant und ein Hotel zu errichten. Die Stadt bewilligte 65.000 Mark für den Bau. Sie kaufte vom preußischen Staat das Grundstück, den sogenannten Klosterberg, inklusive der bestehenden Gebäude für 16.000 Mark. Das Sommerhaus wurde 1902 und die Halle 1907 abgerissen. Der Stadtbaurat Steinhof lieferte die Pläne zu einem Neubau. Dabei setzte er sich unter anderem gegen Entwürfe von Engelbert Seibertz durch. Der Bau begann 1903 und war 1904 abgeschlossen. 
Es handelt sich um einen dreigeschossigen, steil aufragenden Massivbau. Der Stil wird mit einfachen (Neo)Renaissanceformen beschrieben. Besonders markant ist der Turm, der dem Ganzen einen burg- oder schlossartigen Eindruck verleiht. Tatsächlich dürften für den Gesamtplan des Baus hoch über der Ruhr Höhenburgen Vorbild gewesen sein. Viele ursprüngliche Baudetails erinnern bewusst an historische Vorbilder. Ein Teil von ihnen wurden später durch einfachere Bauformen ersetzt.
In dem Neubau wurde ein städtisches Gasthaus, Ausflugslokal und Hotel eröffnet. Das Geschäft wurde an einen Pächter vergeben. Bis zum Beginn des Ersten Weltkrieges war der Betrieb erfolgreich. Während des Krieges wurde dort ein Reservelazarett eingerichtet. Nach dem Krieg diente es wegen der Wohnungsnot mehreren Familien zu Wohnzwecken. Später wurde der Turm als Jugendherberge und dann als Notunterkunft für Obdachlose genutzt. 
Erst Mitte der 1920er Jahre begann erneut die Nutzung für gastronomische Zwecke. Im Jahr 1933 wurde die große Freiterrasse an der Ostseite mit Blick auf die Stadt überdacht. Der Plan das Hotel zum Mittelpunkt eines geplanten Kneippkurortes Arnsberg zu machen, scheiterte an der mangelnden Investitionsbereitschaft der Stadt. Im Jahr 1943 wurde das Hotel von der Stadt an den damaligen Pächter verkauft. Der Hotelbetrieb wurde vom Zweiten Weltkrieg unterbrochen, als der Bau erneut als Lazarett diente. 
Nach dem Krieg entwickelte sich das Haus erneut zu einem erfolgreichen gastronomischen Betrieb. Im Jahr 1988 wurde der Bau zu einem Altenheim umgewandelt. Die Marseille-Kliniken AG hat die Einrichtung, die vormals unter dem Namen "Refugium" firmierte, im Jahr 2002 übernommen.
Der Denkmalwert beruht, trotz aller Um- und Anbauten, insbesondere in seinem markanten und stadtbildprägenden Gesamteindruck. Der Bau am Steilhang über der Ruhr hat sich, wie vom Architekten erhofft, zusammen mit dem nahen Ehmsendenkmal zu einem Wahrzeichen der Stadt entwickelt.